# Emine Semiye
Emine Semiye, gelegentlich auch Emine Semiye Önasya oder Emine Vahide, (* 28. März 1864 in Istanbul; † 1944 ebenda) war eine türkische Schriftstellerin und Frauenrechtlerin.

## Leben
Emine Semiye wurde 1866 als zweite Tochter des osmanischen Staatsmannes, Historikers und Rechtsgelehrten Ahmed Cevdet Pascha und dessen Ehefrau Adviye Rabia Hanım geboren. Ihre ältere Schwester war die Schriftstellerin Fatma Aliye Topuz. Ihr Bruder Ali Sedat war Politiker und saß im Staatsrat. Emine Semiye wurde von Privatlehrern unterrichtet und studierte in Frankreich und der Schweiz Psychologie und Soziologie. Sie war eine der ersten osmanischen Frauen, die in Europa studieren konnten.
Ab 1882 arbeitete Emine Semiye als Türkisch- und Literatur-Lehrerin in Konstantinopel und weiteren Provinzen. Sie arbeitete als Aufseherin in Mädchenschulen und war während der Balkankriege freiwillige Hilfsschwester am Şişli Etfal Hospital. In den 1880er Jahren begann sie auch zu schreiben. Ihre Schriften zu Politik, Bildung und Frauenrechten wurden in Zeitungen wie der Mütâlaa in Thessaloniki, wo sie in den 1890er Jahren lebte, und der Hanımlara Mahsus Gazete (dt. Tageszeitung für Frauen) abgedruckt, nachdem 1908 die konstitutionelle Monarchie ausgerufen worden war. Sie war Chefredakteurin der Zeitschriften Mütâlaa (1896) und Kadın (1908–1910). Außerdem schrieb sie Romane, Kurzgeschichten, Essays und Gedichte. 1893 schrieb sie das mathematische Lehrbuch Hülâsa-i İlm-i Hisap. Ihre bekanntesten Romane sind Sefâlet (1908) und Gayyâ Kuyusu.
Emine Semiye war gemeinsam mit ihrer Schwester Fatma Aliye eine der prägenden Figuren der türkischen Frauenrechtsbewegung. Sie gründete mehrere Wohltätigkeitsorganisationen zur Hilfe für Frauen und eine Mädchenschule.
Nach der Gründung wurde sie Mitglied der progressiven politischen Organisation Komitee für Einheit und Fortschritt und später der Osmanischen Demokratischen Partei (Fırka-i İbad). Im Jahr 1920 wurde sie Mitglied des Vorstandes des Türkischen Journalistenverbandes. Immer wieder lebte sie Anfang des 20. Jahrhunderts in Paris, wohin sie vor den politischen Wirren des sich auflösenden Osmanischen Reiches geflüchtet war. Nach der Ausrufung der Republik arbeitete Emine Semiye als Türkisch-Lehrerin an Schulen in Edirne, Sivas, Altınordu, Adana und zuletzt an Sekundarschulen in Istanbul.
Emine Semiye Önasya starb 1944 in einem Krankenhaus in Istanbul.

## Familie
Emine Semiye war zweimal verheiratet. Ihr erster Ehemann hieß Mustafa Bey, der zweite Ehemann Reşit Pascha, zeitweise Gouverneur von Sivas, Rhodos und später Edirne, von dem sie 1911 geschieden wurde. Sie hatte je einen Sohn mit jedem Ehemann.

## Veröffentlichungen
- Muallime
- Bîkes
- Sefâlet. 1908
- Gayyâ Kuyusu
- Bir Mütehassisenin Tefekkürâtı
- Terbiye-i Etfâle Ait Üç Hikâye
- Dilşâd Sultan
- Selânik Hâtıraları
- Hürriyet Kokuları
- Kalem Tecrübeleri
- Hülâsa-i İlm-i Hisap. 1893